# 倪再沁
倪再沁（1955年3月1日—2015年2月1日），生於新北市中和區，臺灣藝術家、藝評家，曾任國立台灣美術館館長、東海大學文學院院長、東海大學創意設計暨藝術學院院長、東海大學美術系教授、臺灣流行音樂博物館館長等職。
1980年代，倪再沁以油畫進入藝壇，之後則改繪水墨畫，以本土風光主題創作一系列的現代水墨畫。另一方面，倪氏以其別具開創性地本土藝術評論崛起於高雄市。。1991年，倪氏於《雄獅美術》發表一系列關於「台灣美術主體性」探討的藝術批評文章，引發美術圈的軒然大波及兩年多的論戰，使倪氏成為藝術界頗受矚目的焦點人物。同時，倪氏積極發起、參與南台灣的藝文及環保活動，諸如柴山自然公園促進會、文化愛河促進會等，促成仁愛公園的復建及上游河岸的綠化工程，並為以往被稱為「文化沙漠」的高雄市注入活水。
公職方面，1997年8月倪氏獲選為台灣省立美術館館長，於任內推動諸多體質改善計畫，包括展覽、典藏及館舍建築體之改造，使省美館之形象為之一變。任內歷經1999年改制為國立台灣美術館後，休館並啟動館舍整建工程。為整建而請爆破藝術家蔡國強炸毀台灣美術館的行動爆破藝術（1998年舉辦之〈不破不立〉藝術展）更堪稱任內經典。
在教學生涯方面，倪再沁遲至1995年方獲得靜宜大學教職，由高雄市遷往台中市。2000年十月卸任國立台灣美術館館長後，先赴佛光大學藝術學研究所任教。2001年轉任東海大學美術系主任暨研究所所長，2004年任文學院院長，2007年出任創意設計暨藝術學院院長。
藝術創作方面，倪再沁80年代後期從南台灣出發，為90年代以來台灣文藝界之巨擘，先後擔任諸多重要職務及獲得多次榮譽獎勵。
90年代中，倪再沁開始以「報紙」為系列創作作品；其中「沁報」最為有名，以「打著媒體反媒體」的顛覆概念和揶揄手法再現了台灣媒體亂象，深沉批判了媒體霸權。
2002年，初做雕塑，著名作品為《台北怪談》，其大膽而帶有諷刺意味的作品，旋即在媒體與校園引起騷動。此作品同時也反映了倪再沁自己對於時代的感受：「在這個荒謬、迷狂的時代，我們實在無能為力，除了還以荒謬、迷狂，除了荒淫、嬉笑之外，還能怎麼樣？」。而後一系列的《紐約怪談》、《倫敦怪談》、《東京怪談》等則是針對性地揭露了歐美日當代藝壇在製造話題、製造商品、製造明星……等，也不斷混淆模糊了原創、引用、挪用、抄襲、仿製之定義和邊界的文化異象。
2006年發表的《原作重現》則是針對中國畫史特有現象而發想的系列近作，利用數位科技將歷代名作的題跋及用印清除，讓名畫「原作重現」，可說是用「減法」消除古畫原作上的人為增添物，反而比真跡更為接近當初藝術的「真實」，這種以退為進的藝術手法，反而將中國古代書畫的山寨版分身躍上了當代藝術的舞台。
近年則從事觀念藝術及互動影像藝術創作，亦有許多兼具傳統及當代思潮的創作，是集館長、院長、大學教授、藝評人、環保運動者與藝術家多重身分於一身的全方位人物，其豐富、多重拼貼的無厘頭創作，反映在其個性、作為與發想過程中。
2015年2月1日，倪再沁病逝於高雄醫學大學附設中和紀念醫院，享年59歲。

## 成長背景

### 年少時期
倪再沁1955年出生於臺北縣中和鄉，父親倪懷三是1949年隨國軍撤台的軍官，母親楊克冰為國校教員。家中有五個兄弟姐妹。

### 大學、研究所時期
倪再沁從小功課不佳，中學就讀光仁中學，畢業前學校做的性向測驗，發現在美術類的得分最高，故選擇考美術系。經補習術科後考進中國文化大學美術系，並選擇國畫組，以篆刻、國畫、美術史為主修課目。大學畢業後順利進入中國文化大學藝術研究所。。
大學時期的台灣黨外民主運動所帶動的激辯熱潮感染了校園，康寧祥的異論也深深撞擊了來自深藍家族的倪再沁。來自彰化的同學楊茂林，可以說是倪再沁台灣本土意識的啓蒙者，他與楊茂林經常在宿舍間傳播他們先進的理念。因此大學生涯後段和研究所期間，除了在美術本科上的出類拔萃，倪再沁更因廣泛涉獵政治、社會、歷史各方面知識而快速成長，尤其是對台灣民主政治的認識改變了他的視野。

### 台北沉潛
1981年，倪再沁在服役期間得到急性肝炎，治癒後轉為慢性肝炎，並成為往後長期困擾他的疾病。
1984年，諸事不順的倪再沁決定搬離臺北，南下高雄左營找大學同窗涂正明另謀出路，先在高雄縣路竹鄉東方工專任教，並逐漸在南部開創新局。

### 高雄時期

#### （一）高雄現代美術運動的健將
1986年10月，倪再沁移居高雄市，在洪根深的邀約下加入高雄現代畫學會的籌組工作，適時提供了倪再沁參與高雄前衛美術核心的戰場與機會，此後十年(1986~1995)，是高雄現代美術運動的黃金10年，也是倪再沁生命中最意氣風發的10年，筆鋒犀利的評論文章經常見報，又活躍於各種現代美術展覽，使他很快成為高雄文化圈具代表性的人物。而他的剽悍風格不僅帶動高雄美術的「邊緣自信」，也令北部藝術圈不得不對高雄美術改觀，刮目相看。

#### （二）高雄環境改造的先鋒
倪再沁於1994年，擔任文化愛河促進會會長，任職期間，曾提出四大政策為：
1. 地下街回填，不得興建商場，儘速恢復仁愛公園。
2. 阻止營建署之快速道路沿愛河闢建案。
3. 愛河旁之河西路（中正—五福段）廢道，還給行人。
4. 上游河道改為親水河岸方式興建。[7]

由於力抗中央及財團的開發計劃，成功阻擋了沿河快速道路及岸邊商場的興建案，促成仁愛公園的復建及上游河岸的綠化工程。
1994年倪再沁舉辦個展《回塑者》，此展為倪再沁於1992至1994年間於高雄創作的環境藝術作品，為了再現自然與工業文明的衝突，他將創作移至戶外，創作地點廣泛遍及柴山、仁愛公園、文化中心、愛河沿岸乃至市區路邊的人行紅磚道。同年，倪再沁擔任台北縣美展策展人，他以「環境思考」為主題，徵選對應環境議題的戶外創作，把展覽從室內移到了淡水河中的沙洲，此舉使環境議題從此在台灣成為藝術的重要主題內容。 

### 台中風采
1997年臺灣省立美術館館長懸缺三年，倪再沁以黑馬之姿當選第二任館長。任內於1998年舉辦了第一屆全球華人美術策展人會議，邀請了栗憲廷、費大為、高名潞、石瑞仁、黃海鳴、胡永芬、李俊賢、高千惠等人參與。會中嘗試定義「策展」這個首次在台灣出現的詞彙所指涉的身分與工作，希望通過這樣的初步定義來幫助台灣建立起一個足以被期待的國際視野。
在擔任館長的任內，倪再沁主辦多項開創性的展覽與活動，其中較為顯著的有：
- 省美館整建計畫前夕，倪再沁請到蔡國強，藉著火藥爆破來使美術館除舊佈新、浴火重生，倪再沁解釋：「沒有解構，就沒有建構。蔡國強的《不破不立》藉著火龍象徵著省美館的重生。」
- 辦理《文字的力量》展覽，內容包含台灣已過世的素人畫家洪通以符籙構成人像所表現的「生命的密碼」、香港的曾灶財為抗議自己宗族土地被奪走的公共空間書寫以及國際知名藝術家徐冰的《新英文書寫》以字母組合出方塊字等。[10]
- 成立行動美術館，利用館內閒置貨車改裝成移動式展場，在全台文化不利的偏遠地區學校進行美術館教育服務，強調藝術欣賞與認知，用以取代過去創作為導向的藝術教學或親子活動，並輔以博物館學的知識，使小朋友認識「什麼是美術、什麼是美術博物館」。[11]
- 與綠園道的11家咖啡館共同舉辦「李仲生藝術教育實踐營」，期望在現今快速、冷漠的資訊時代裡，發展當今社會藝術生活化的機能。這項活動跳脫過去只在美術館內進行的方式，將活動地點從美術館的演講廳，延伸到美術館園道的咖啡館，邀請李仲生的弟子夏陽、吳昊、蕭勤、曲德義等人，帶領學員藉由作品進行面對面的探討。除了呼應李仲生的藝術教學理念外，並希望能與社區結緣，再造美術館園道上藝術人文的特質。[12]
- 為美術館引進許多重要典藏，其中，因為藏家欲將前輩畫家林玉山膠彩名作「蓮池」，賣到日本，特與中國時報、鴻禧美術館共同發起特展暨義賣活動，才得以將此珍品收歸省美館典藏，永留台灣。此外，為痛心散落在各省屬機構的前輩畫家作品不斷流失即遭盜賣，撰文呼籲政府重視並搶救之，終於引起議會重視及省府撥款展開全臺大調查，及時把數百幅作品救回[13]。
- 奮力突破義大利官方阻撓及中共打壓，並自民間勸募經費，終於成功參加了威尼斯建築雙年展，為台灣建築開啟了參與國際性盛會的契機。

此外，擔任國美館館長其間，不顧冒著私帶違禁名畫的危險，特前往中國，將台灣第一個留日畫家劉錦堂作品「香圓」、張秋海的「婦人像」以及朱鳴岡的「台灣生活組畫」荒煙的「一個人倒下去，千萬人站起來」等台灣美術史上名作帶回台灣，過程驚險萬分，辛苦倍嚐。2000年6月任職國美館其間，因遭檢調搜索及不堪各種「政治」騷擾，遂於10月底憤而離職。一年之後，雖查無實證，但已蒙受不白之冤。因此，由文建會主委陳郁秀在2001年某次文建會月會中特頒獎牌「任勞任怨任謗，總為台灣美術」以表揚倪再沁擔任國美館館長期間盡心竭力，鞠躬盡瘁的精神。

### 流行音樂
倪再沁關心流行音樂及其產業的發展，想創立台灣流行音樂博物館，則與台灣的文化創意產業前景有關。他在1999年應美國國務院邀請訪美一個多月，在克利夫蘭搖滾樂博物館目睹流行音樂的震人能量，即開始思考研擬計劃，只是時機未成熟。2010年，倪再沁開始思索台灣流行音樂並撰寫規劃書，2013年與倪重華合作致力於「台灣流行音樂學院」的籌設(後因困難重重而暫停)，其後轉向博物館之籌設，2014年，擔任台灣時代文化藝術基金會董事長，致力推動台灣流行音樂博物館的設立，並於台北市成立籌備處辦公室，計畫於宜蘭中興文創園區籌建流行音樂博物館(研議中)。目前已經以「台灣流行音樂博物館」掛牌展開各項研究、展覽規畫、典藏計畫、推廣教育等，是以軟體博物館概念行之，亦即非實體空間陳列方式展開各項博物館相關業務，同時亦協助推動實體展覽及公部門之博物館籌建工作。

## 爭議事件
| 年代 | 事件                     | 敘述 |
| ---- | ------------------------ | --- |
| 1986 | 高雄市立美術館命名之商榷 | 高雄市政府決定將籌建中的美術館以「中正美術公園」或「中正美術館」命之，以紀念總統蔣公逝世十週年。 當時尚未解嚴，倪見此新聞後隨即撰文「必也正名乎----高雄市立美術館命名的商榷」反對此一命名，此文在美術圈雖流傳，可惜文章發不出去，最後終於在民眾日報刊出，隨即引發藝文界熱烈討論及聲援，阻擋了此一荒謬的決策。 |
| 1988 | 高雄雕塑公園事件         | 高雄市政府發佈新聞，要在籌建中的美術館外圍設置雕塑作品，由某藝術經紀公司承辦此一雕塑公園，還印行小冊，介紹其中作品。 倪見新聞及作品目錄後，隨即投書報社反對此一便宜行事的規劃，表示：「作品不但不是一流，還是從漢城奧林匹克雕塑公園移植而來的二手計劃，而且美術館籌備處讓位給藝術經紀公司，成何體統？」（『搭便車』的雕塑公園不要也罷----「高雄市國際戶外雕刻公園」規劃書觀後感），文章見報後，高雄藝文界反映熱烈，數十篇再批判的文章陸續見報，官方和藝術經紀公司亦回文反擊。此一事件延燒月餘，還成為雄獅美術年度回顧的重點。由於反對聲浪太大，此一耗資甚鉅的國際雕塑公園不得不胎死腹中（現在的雕塑公園是美術館成立後陸續規劃逐漸成形的）。 |
| 1991 | 台灣美術主體性之論戰     | 1991年，倪在罄 雄師美術發表〈西方美術．台灣製造〉，在文中提到「作為一個遠離歐美主流文化以外的邊緣地區文化，台灣美術難免要接受西潮的灌溉，這原是無可厚非的，但由於近代台灣歷史所具有的不安定性，使文化藝術難以建立深厚的力量；另一方面也由於台灣長時期過度依賴美日而缺乏自信，因此，所有橫向移植過來的美術思潮都無法在台灣深耕。由於上述之不安定性和缺乏自信，台灣現代美術便具備了所謂的虛無性格。」此文在藝術圈引起不小震撼，引發了許多圈內人士（回應者包括：郭少宗、陳瑞文、梅丁衍、林惺嶽等人）的交叉辯論，讓台灣美術主體性的討論在圈內開始發酵。然而，他的論調在當時得罪了許多人，最後變成眾人筆伐的對象。陳宏星如此評論這次事件：「在成為萬人所指的那段期間，倪再沁曾希望藝評的「藍波」有一天能出現，但可惜的是，他所引頸期盼的英雄至今仍未現身，倒是他所期待的「專業藝評」之時代已來臨。」不論如何，台灣意識和主體性的彰顯，自此論戰後，已然成為台灣多數創作者的潛在信念。 |
| 1994 | 文化愛河促進會           | 1994年，倪擔任了文化愛河促進會會長，對於高雄與愛河的周邊整治展開了強烈的對抗行動，提出四大訴求: 1. 仁愛公園復建，取代原本規劃的地下街或商業大樓。倪印傳單去里民大會發，被里民跟商家趕走。「鹽埕繁榮促進會」為了保護自己的利益，要求政府要為鹽埕的商業發展，而准許這項鹽埕繁榮方案通過。消息見報後，倪籌組更大的反對聲浪，結合環保以及自然生態的各方人馬，開記者會做了強烈的反撲。在倪的多次反抗行動見報後，高雄市政府終於開了推土機把地下街填平，此行動到此算是告捷。 2. 阻止已規劃好的高雄西線快速道路延愛河興建案。由於倪激烈反對，當時內政部營建署總工程師賀陳旦來找倪商量，表示政府一定會在工程、環境之間取得共生雙贏的最佳模式。但倪絕不妥協，做了很詳細的論述，在媒體上表達非常強烈的批判，由於完全沒有談判空間，最後終於讓政府打消了此規劃案。 3. 愛河上游河段改成親水河岸。原愛河旁都是陡直堤岸、柱子與鐵鏈，人若不慎跌入難以求援，所以造成人與河的疏離感。在促進會強烈的呼籲下市政府終於接納，將愛河上游垂直堤岸改成親水河岸。 4. 河西路廢道。河西路車流量低，長期呈現閒置狀態，促進會便統計車流量數據，向市政府提報要求廢道。當時並未成功，但下任市長就決定廢道，後河西路得以舉辦許多文化即遊藝活動可歸功於當時之廢道決定。                                                                                       |
| 1999 | 華山事件                 | 1. 1997年，王榮裕在當時荒廢的台北酒廠演出「古國之神—祭特洛依」，在當夜的成功演出後，他被市警局帶回偵訊，罪名是「竊佔國土」，第二天，藝文界大老、立法委員及文化官員均紛紛表態，一致控訴公權力之粗暴，指責國家機器對文化的戕害…，當時的情況是，所有輿論一面倒的「支持」華山。在這樣的氛圍下，倪跳出來撰寫〈華山『藝術特（權）區的省思』〉、〈關於『華山』的再省思〉等文章批判文化當局對於華山政策的草率，同時也反思藝術家於社會中獲取的特權與都市整體規劃的失衡。 2. 2005年底「華山藝文之星」再度成為台北文化圈議論紛紛的大事，數百文化圈重要人士連署、抗爭，甚至發行刊物批判文建會的規劃。此事延燒數月，文建會毫無對抗能力，輿論一面倒支持文化界的共識。但倪再沁不以為然，先後發表了兩篇文章反擊台北文化精英的思維，文章刊出後，台北文化圈靜悄悄，一點回應都沒有。 |
| 2011 | 夢想家事件               | 夢想家是為慶祝建國百年而推出的搖滾音樂劇，製作人為賴聲川。由於外界質疑費用過於高昂，及帳目不清等財務問題，引發台灣社會內部許多的討論。輿論一面倒向批評賴聲川與其團隊花費過高，然倪並不認同，反撰文〈夢碎《夢想家》，心碎台北主流文化〉，批判逾百篇針對《夢想家》的諷刺和批判，倪再沁指出這一篇篇言詞激越的批鬥是文明社會的倒退。倪認為賴聲川是《夢想家》的創意總監，難逃其藝術詮釋失當的問題，「他有企圖心想要開創新局，只可惜沒有成功。」但是此劇的失敗，並不構成抹煞賴聲川過去的成就及對台灣劇場的影響。而《夢想家》作品的不成功，加上預算高達2億1千5百萬台幣 ，被外界譴責為浪費公帑罪大惡極。倪再沁認為從某種角度來看，《夢想家》的確浪費，但是如果用比較寬容的角度來看文化藝術的未來 ，就會細心查看預算，願意以創造技術劇場的機會與視野來評估這些「活動」。面對社會絕大多數批判《夢想家》的不理性情緒，甚至進入人身攻擊。倪再沁指出台灣社會套用正義道德之名，來呼應民粹式的文化暴力總動員，「《夢想家》可不可以批評？當然可以，而且應該嚴批，但不是文化界和政客同心協力的這種批法......」他進而拋出省思，「作為知識分子，總是要反對體制，還是思考理性如何有效帶進公領域？我們依然要停留在『互嗆叫陣』的層次嗎？」倪再沁文章刊出後，竟沒有任何一篇正面理性的對應文章出現；顯然，非理性的叫罵仍然宰制我們的公共辯論空間。 |

## 專書
（美學、美術史、美術評論專著共三十餘冊）
- 2008 《藝術初體驗》，藝術家出版社
- 2008 《公共藝術觸擊》，藝術家出版社
- 2007 《台灣美術論衡》，藝術家出版社
- 2007 《台灣美術的人文觀察》，藝術家出版社
- 2005 《台灣當代美術通鑑》，藝術家出版社
- 2005 《公民美學與公共藝術》，文建會策畫，典藏雜誌社出版
- 2005 《水墨畫講-文人美學與當代水墨的世紀之辯》，典藏雜誌社
- 2004 《山水過渡》，典藏雜誌社
- 2004 《慧照乾坤－陳慧坤的藝術思維》，時報文化出版社
- 2004 《美感的探險》，典藏雜誌社
- 2004 《美感的魅惑》，典藏雜誌
- 2004 《高雄現代美術誌》，高雄市文化局
- 2004 《台灣當代藝術之美》，文建會
- 2004 《台灣當代藝術導讀》，文建會
- 2003 《台灣民間工藝》，文建會
- 2001 《世界名畫賞析叢書1-15冊》，閣林出版社
- 1997 《台灣公共藝術的探索》，文建會策畫，藝術家出版社
- 1996 《茲土有情─李梅樹和他的藝術》，臺灣省立美術館
- 1995 《藝術家VS台灣美術》，藝術家出版社
- 1995 《打鼓論藝》，串門藝術空間
- 1995 《李梅樹》，錦繡出版社
- 1994 《環境藝術》，台北縣立文化中心
- 1994 《台灣美術的人文觀察》，雄獅出版社
- 1994 《藝術「蓋」論》，皇冠文學出版公司
- 1991 《李唐及其山水畫之研究》、《宋代山水畫南渡之研究》，文史哲出版社
- 1989 《東西方藝術欣賞》（與蔣勳、黃海雲合著，國立空中大學出版）
- 文章散見於雄獅、藝術家、聯合文學等雜誌，中國時報、民生報、臺灣日報、自立等報。

## 近期重要文章
- 2014 筆墨即非筆墨—「筆墨等於零」的文人思辯
- 2013 神畫的形塑—論故宮三寶
- 2013 給青年藝術家的信－當代藝術的選擇
- 2012 文化的終結與開啟？
- 2011 夢碎〈夢想家〉，心碎台北主流文化(一)~(四)
- 2011 假如我是總統

## 展覽
- 2016 「倪氏寓言：倪再沁紀念回顧展」，國立台灣美術館，台中
- 2014 「閒窗．凝靜．光影 –倪再沁，董小蕙雙個展」，國泰世華藝術中心，台北
- 2013 「閒對西窗．倪再沁水墨個展」，大象藝術空間館，台中
- 2013 「倪再沁個展—文人油畫」，2013藝術空間，高雄
- 2011 「閒窗．倪再沁個展」，台北藝術大學關渡美術館
- 2010-2011 「媒體大哼—倪再沁特展」，台北當代藝術館
- 2010 「倪再沁水墨個展」，小畫廊，高雄
- 2009 「原作重現-倪再沁之中國古代書畫名品展」，宋庄東區藝術中心，北京
- 2009 「倪再沁水墨畫展」，中國美術館，北京
- 2008 「浮生錄-倪再沁水墨個展」，東海藝術中心
- 2008 「微塵裡-倪再沁觀念影像展」，TADA，台中酒廠
- 2008 「浮生錄-倪再沁水墨個展」，台灣新藝，台南
- 2007 「原作重現-倪再沁之中國古代書畫名品展」，中央研究院生圖美學空間
- 2007 「原作重現-倪再沁之中國古代書畫名品展」，中歐管理學院
- 2004 「野逸圖-水墨個展」，靜宜大學藝術中心
- 2001 「水墨個展」，台中市文化中心
- 2001 「觀念藝術展」，義大利ARTE CONTINUA藝術中心
- 2000 「失樂園-水墨個展」，靜宜大學藝術中心
- 2000 「沁報-版畫展」，飛元藝術中心
- 1995 「環境藝術展」，串門藝術中心
- 1994 「水墨個展」，串門藝術空間
- 1993 「水墨個展」，皇冠藝文中心
- 1992 「水墨個展」，繪畫欣賞交流協會
- 1990 「水墨個展」，炎黃藝術館
- 1988 「水墨個展」，高雄市社教館，高雄

## 引用來源
1. ↑  石瑞仁，〈倪再沁簡介〉，《媒體大哼-倪再沁特展》（台北：台北當代藝術館，2011）
2. ↑  .   [2014-12-15]. （原始内容存档于2014-12-17） （中文（臺灣））.
3. ↑  林哲璽. . 正在進行中的倪再沁. 2008-10-16  [2014-12-10]. （原始内容存档于2016-04-20） （中文（臺灣））.
4. ↑  林振莖. . 台北: 台北當代藝術館. 2011.
5. ↑  石瑞仁. . 台北: 台北當代藝術館. 2011.
6. ↑  吳超然. . 典藏藝術家庭. 2005  [2014-12-10]. （原始内容存档于2014-12-17） （中文（臺灣））.
7. ↑  徐婉禎，〈無為之為—倪再沁的環境藝術〉，《媒體大哼—倪再沁特展專輯》臺北當代藝術館，2011」
8. ↑  倪再沁，《台灣當代美術通鑑──藝術家雜誌三十年版》藝術家出版社，2005
9. ↑  鄭慧華. . 今藝術. 2013  [2014-12-10]. （原始内容存档于2014-12-10）.
10. ↑  蔡文婷. . 台灣光華雜誌. 1999  [2014-12-10]. （原始内容存档于2015-09-24）.
11. ↑  黃鈺琴. . 2001  [2014-12-10]. （原始内容存档于2014-12-14）.
12. ↑  陳恆光. . 2000  [2014-12-10]. （原始内容存档于2014-12-10）.
13. ↑  . CANS＜罐子＞藝術資訊網. 2010  [2014-12-10]. （原始内容存档于2016-03-04）.
14. ↑  倪再沁，《台灣流行音樂—一個足以扭轉台灣主體意識的文化運動》台灣時代文化藝術基金會，2014
15. ↑  原文載於民國75年11月13日民眾日報二版
16. ↑  原文載於民國77年9月3日民生報藝文版
17. ↑  謝慧青. . 美育雙月刊. 2010, 175: 62–72.
18. ↑  陳宏星. . 典藏今藝術雜誌. 2011, 227  [2011-08-05]. （原始内容存档于2017-08-28）.
19. ↑  倪再沁，〈華山『藝術特（權）區的省思』〉南方電子報，1999
20. ↑  〈批夢想家 倪再沁：勿流於民粹 東海大學創意與藝術學院院長臉書發文 再啟議論 ... ... 〉旺報，2011-11-22